# Alonso Manuel Peón
Alonso Manuel de Peón Valdés (1748 - 1805), fue un militar y político español, teniente de capitán general en Yucatán. Fue gobernador, interino de Yucatán en varias ocasiones, siempre por periodos breves: en 1777, tras la gestión de Antonio de Oliver; en 1779, después de la administración del brigadier Hugo O'Conor y en 1792, tras el asesinato del gobernador e intendente de Yucatán, Lucas de Gálvez.

## Datos históricos y biográficos
De Peón y Valdés fue capitán de mar y guerra. Perteneció a la Orden de Calatrava. Llegó a Yucatán en agosto de 1784, porque su hermano, Bernardo de Peón y Valdés, visitador de la orden franciscana, residía ahí. Tuvo un desempeño notable combatiendo a los filibusteros ingleses que en esa época asolaban los litorales de la península de Yucatán, particularmente en la región oriental, en la desembocadura de los ríos Walix, Hondo y Nuevo. Recorrió por mar y tierra las entonces inhóspitas regiones peninsulares y dejó entre los indígenas de la zona grata memoria, al punto de que cuenta el historiador José María Valdés Acosta que cuando se retiró de los menesteres de la guerra, los pobladores iban a buscarlo para que regresara a vivir entre ellos como gobernador.
Al retirarse de los avatares militares, le fue dado el grado de coronel en Yucatán y fue nombrado teniente de capitán general. En tal carácter fue gobernador interino de la capitanía general en tres ocasiones diferentes: primero en 1777, tras la gestión de Antonio de Oliver; en 1779, después de la administración del brigadier Hugo O'Conor;  finalmente, después del asesinato del gobernador Lucas de Gálvez, en 1792.
En 1792, después de las primeras e infructuosas pesquisas del crimen cometido en contra de la persona del gobernador Gálvez, Alfonso de Peón transfirió el poder público al teniente de rey José Sabido Vargas, quien vivía en Campeche. Este intentó quedarse al frente de la administración pero a pesar de sus esfuerzos por retener el cargo tuvo que entregarlo el 29 de julio de 1793 a Arturo O'Neill, nombrado por Carlos IV.
Peón Valdés promovió la creación del batallón de milicias blancas de Mérida que comandó hasta su muerte en 1805. Fueron también capitanes de este batallón sus hijos José Julián y Alonso Luis. Este último fue muchos años después nombrado por Maximiliano de Habsburgo ministro plenipotenciario en Italia, donde le tocó presenciar los eventos finales del segundo imperio mexicano y el retorno de la emperatriz Carlota a Europa, una vez que esta quedó privada de sus facultades mentales y fue trasladada al castillo de Miramar en 1866.